# Хронологија Хладног рата

## 1940е

### 1946
- јануар: Кинески грађански рат се наставља између комуниста и националиста.
- 7. јануар: Обновљена је Република Аустрија у границама из 1937, али подељена у четири зоне под контролом САД, Уједињеног Краљевства, Француске и Совјетског Савеза.
- 11. јануар: Енвер Хоџа проглашава Народну Републику Албанију, а себе за премијера.
- 9. фебруар: Јосиф Стаљин држи свој изборни говор, у ком истиче да је рат против капитализма и империјализма неизбежан.
- 22. фебруар: Џорџ Кенан пише свој Дугачки телеграм, описујући своју интерпретацију циљева и намера совјетског руководства.
- март: Грчки грађански рат бесни између комуниста и конзервативне грчке Владе.
- 2. март: Британски војници се повлаче из њихове јужне окупационе зоне Ирана. Совјетски војници остају у свом сектору.
- 5. март: Винстон Черчил упозорава на спуштање Гвоздене завесе широм Европе.
- 5. април: Совјетске трупе се повлаче из Ирана након кризе.
- 4. јул: Филипини добијају независност од САД и почињу борбу са комунистичким Хук побуњеницима.
- 8. септембар: На референдуму, Бугарска гласа за успостављање Народне републике, збацујући краља Симеона II. Западне земље су одбациле референдум као нелегитиман.
- 19. децембар: Француска се искрцава у Индокини започињући Први индокинески рат. Њима су се супротставили борци Вијетмина који су желели националну независност.

### 1947
- 1. јануар: Америчке и британске окупационе зоне Немачке се уједињују створивши Бизону.
- 12. март: Председник САД Хари Труман објављује Труманову доктрину. Доктрина наводи да ће се САД посветити задржавању даље комунистичке експанзије. Труман наводи домино ефекат као могућност.
- 22. мај: САД пружају 400 милиона долара војне помоћи Грчкој и Турској, сигнализирајући своје намере да задрже комунизам у Медитерану.
- 5. јун: Државни секретар САД Џорџ Маршал прави план за обиман програм економске помоћи ратом разрушеним земљама западне Европе. Он ће постати познат широм света као Маршалов план.
- 15. август: Индија и Пакистан добијају независност од Уједињеног Краљевства.
- 14. новембар: Уједињене нације усвајају резолуцију која позива на повлачење страних трупа из Кореје, слободне изборе у свакој од администрација и стварање комисије Уједињених нација посвећене уједињењу полуострва.

### 1948
- 25. фебруар: Комунистичка партија преузима власт у Чехословачкој, након што је председник Едвард Бенеш прихватио оставке свих некомунистичких министара.
- 3. април: Труман потписује Маршалов план. До краја програма, САД су дале 14 милијарди долара економске помоћи европским државама.
- 10. мај: парламентарни избори у јужној Кореји потврђују Сингмана Рија као председника Републике Кореје, након бојкота левичарских странака.
- 18. јун: почиње комунистичка побуна у Малаји против снага Уједињеног Краљевства и Комонвелта.
- 21. јун: Бизона и француска зона усвајају заједничку валуту, немачку марку.
- 24. јун: совјетски премијер Јосиф Стаљин наређује блокаду свих копнених путева из Западне Немачке у Берлин, у покушају да исцрпи француске, америчке и британске војнике у граду. Као одговор, три западне силе покрећу Берлински ваздушни лифт да из ваздуха помогну цивиле из Берлина.
- 17. јул: Конституисање Републике Кореје.
- 9. септембар: Совјетски Савез проглашава Демократску Републику Кореју за легитимну владу целе Кореје, са Ким Ил Сунгом као премијером.

### 1949
- 4. април: НАТО пакт су основале Белгија, Канада, Данска, Француска, Исланд, Италија, Луксембург, Норвешка, Португал, Холандија, Уједињено Краљевство и САД са циљем отпора комунистичкој експанзији.
- 11. мај: Совјетска блокада Берлина се завршава отварањем путева за Берлин. Ваздушни лифт се наставља до септембра, у случају да Совјети поново успоставе блокаду.
- 23. мај: Бизона се уједињује са фрнацуском зоном да би створила Савезну Републику Немачку, са Боном као главним градом.
- 8. јун: Црвена страва достиже свој врхунац именовањем бројних познатих Американаца за чланове Комунистичке партије.
- 29. август: Совјетски Савез тестира своју прву атомску бомбу. Тест, познат Американцима као Џо 1, успева и СССР постаје друга светска нуклеарна сила.
- 13. септембар: СССР гласа против чланства у УН Цејлона, Финске, Исланда, Италије, Јордана и Португала.
- 15. септембар: Конрад Аденауер постаје канцелар Савезне Републике Немачке.
- 1. октобар: Мао Це Дунг проглашава Народну Републику Кину.
- 7. октобар: СССР проглашава Немачку Демократску Републику
- 7. октобар: Николаос Захаријадис, вођа Комунистичке партије Грчке, проглашава крај оружаног устанка. Декларација доноси крај Грчког грађанског рата и прво успешно заустављање комунизма.

## 1950е

### 1950
- 6. јануар: Велика Британија признаје Народну Републику Кину. Република Кина прекида дипломатске односе са Уједињеним Краљевством.
- 31. јануар: Последњи куоминтаншки војник се предаје у континенталној Кини.
- 14. фебруар: СССР и Кина потписују пакт о заједничкој одбрани.
- 1. март: Чанг Кај Шек премешта престоницу у Тајпех, Тајван.
- 9. мај: Робер Шуман описује своју амбицију уједињене Европе. Позната као Шуманова декларација, означава почетак стварања Европске заједнице.
- 25. јун: Северна Кореја напада Јужну Кореју, започевши Корејски рат.
- 27. јун: Уједињене нације гласају за слање трупа у помоћ Јужној Кореји. Совјетски Савез бојкотује Савет Безбедности и не ставља вето. На крају, број земаља које су деловале под заставом УН се повећава на 16: Аустралија, Белгија, Велика Британија, Грчка, Етиопија, Јужноафричка Република, Канада, Колумбија, Луксембург, Нови Зеланд, Тајланд, Турска, Сједињене Америчке Државе, Филипини, Француска, Холандија,
- 28. јун: Сеул, престоницу Јужне Кореје, заузимају севернокорејске трупе.
- 5. јул: УН трупе се први пут сукобљавају са снагама Северне Кореје у Осану. Нису успеле да задрже напредовање Северне Кореје и повукле су се јужније, према ономе што ће постати Пусански периметар.
- 15. септембар: УН снаге се искрцавају код Инчона. Победивши севернокорејске снаге, напредовале су и освојили Сеул.
- 7. октобар: УН трупе су прешле 38. паралелу и ушле у Северну Кореју.
- 8. октобар: трупе из Народне Републике Кине се мобилишу дуж реке Јалу.
- 19. октобар: Пјонгјанг, престоницу Северне Кореје, заузимају УН трупе.
- 25. октобар: Кина улази у Кореју са 300.000 војника, изненадивши УН. Ипак, оне су се повукле након почетних борби.
- 26. новембар: УН снаге се приближавају реци Јалу. Као одговор, Кина опет улази у Кореју. Ова офанзива присиљава УН да се повуче назад у Јужну Кореју.

### 1951
- 4. јануар: кинески војници заузимају Сеул.
- 14. март: УН поново освајају Сеул. До краја марта, стигле су до 38. паралеле и успоставиле одбрамбену линију дуж Корејског полуострва.
- 11. април: председник Труман смењује Дагласа Макартура са места команданта америчких снага у Кореји.
- 18. април: Европска заједница за угаљ и челик је створена Париским споразумом.
- 1. септембар: Аустралија, Нови Зеланд и САД потписују АНЗУС споразум. Ово * обавезује три земље да сарађују у питању одбране и безбедности на Пацифику.
- 20. септембар: Грчка и Турска ступају у НАТО.

### 1952
- 28. април: Јапан усваја Споразум из Сан Франциска и Споразум из Тајпеха, званично окончавши период своје окупације и изолације и постаје суверена земља.
- 21. јун: Поринута прва нуклеарна подморница на свету УСС Наутилус.
- 30. јун: Маршалов план се окончава, са европском индустријском производњом изнад нивоа из 1938.
- 26. јун: Гамал Абдел Насер води пуч против краља Фарука.
- 1. новембар: САД детонирају прву светску хидрогенску бомбу у операцији Бршљан.

### 1953
- 20. јануар: Двајт Ајзенхауер постаје председник САД.
- 5. март: Умире Јосиф Стаљин, чиме је започета борба за власт у Совјетском Савезу.
- 27. јул: Примирје окончава Корејски рат.
- 19. август: ЦИА помаже у монархистичком пучу против премијера Ирана Мохамеда Мосадика (операција Ајакс). Пуч је организован због иранске национализације нафтне индустрије и страха да би се Иран могао придружити совјетском блоку.

### 1954
- новембар:Насер, египатски националиста, протерује пробританског краља Фарука и уводи диктатуру. Ускоро постаје важан совјетски савезник.
- 18. јун:Изабрана левичарска гватемалска Влада је збачена у преврату који је подржала ЦИА. Успостављен је нестабилни режим. Опозиција води герилски рат са марксистичким побуњеницима у коме су главна људска права прекршена са обе стране. Ипак, режим се одржао до краја Хладног рата.
- Криза у Тајванском мореузу је почела када су кинеске снаге бомбардовале тајванска острва. САД су подржале Тајван и криза се решила сама од себе пошто су обе стране одбиле да преузму акције.
- Вијетмин побеђује Французе у бици код Дијен Бијен Фуа. Француска се повлачи из Индокине, остављајући четири независне државе: Камбоџу, Лаос, Северни Вијетнам и Јужни Вијетнам. Женевски преговори траже слободне изборе ради уједињења Вијетнама, али ниједна од страна не жели да се то деси.
- Југославија излази из совјетског блока.
- Стварање СЕАТО пакта у који улазе Аустралија, Велика Британија, Нови Зеланд, Тајланд, Пакистан, САД, Филипини, Француска. Као и НАТО, и он је основан да се одупре комунистичкој експанзији, у то време у Филипинима и Индокини.
- Хук побуна у Филипинима је угушена.

### 1955
- Западна Немачка улази у НАТО и почиње поново да се наоружава.
- Варшавски пакт је основан у источној Европи и у њега су ушле Албанија, Бугарска, Источна Немачка, Мађарска, Пољска, Румунија, Чехословачка и СССР.
- Багдадски пакт су основале Иран, Ирак, Пакистан, Турска и Велика Британија. Посвећен је задржавању комунистичке експанзије на Средњем истоку.
- СССР почиње да помаже Сирији. Сирија ће остати совјетски савезник до краја Хладног рата.
- Аустрија проглашава неутралност и савезничка окупација се завршава.

### 1956
- Насер национализује Суецки канал.

28. јун: У Познању простести радника против комуниста. Борбе у граду.
- Суецка криза: Велика Британија, Француска и Израел нападају Египат са циљем уклањања Насера са власти. Дипломатски притисак САД приморава нападаче да се повуку.
- Мађарска револуција: мађарски револт против совјетског управљања владом. Њега је угушила Совјетска армија, која је поново успоставила комунистичку владу.

### 1957
- Израелске снаге се повлаче са Синаја ког су окупирали прошле године.
- Комунистичка побуна почиње у Јужном Вијетнаму.

### 1958
- Пуч у Ираку уклања пробританског краја. Ирак почиње да прима помоћ од Совјетског Савеза. Ирак ће одржавати блиске везе са Совјетима кроз Хладни рат.
- Друга криза у Тајванском мореузу.
- Ајзенхауерова доктрина обавезује САД да бране Иран, Пакиста и Авганистан од комунистичког утицаја.

### 1959
- Кубанска револуција; Фидел Кастро постаје вођа нове марксистичке Кубе. Кубански инспирисана герила почиње да се шири широм Латинске Америке.
- Формирање Националног Ослободилачког Фронта у Јужном Вијетнаму.
- ЦЕНТО пакт је створен да би се заменио Багдадски пакт, који је Ирак напустио.

## 1960е

### 1960
- Кинеско-совјетски разлаз: Кинези, бесни зато што су млађи партнер Совјетском Савезу, проглашавају да је њихова верзија комунизма супериорнија и почињу да се такмиче са њима за утицај, тиме дајући трећу димензију Хладном рату.
- Хималајски рат: Кина напада Индију, тражећи бројна погранична подручја.
- Патет Лао побуна почиње у Лаосу.
- Комунустички побуњеници у Малаји побеђени.
- 1. мај: Амерички пилот Френсис Пауерс оборен у свом Локид У-2 шпијунском авиону изнад Совјетског Савеза, тиме изазвавши У-2 кризу.

### 1961
- Џон Ф. Кенеди постаје председник САД.
- Инвазија у Заливу свиња: инвазија контрареволуционара коју је организовала ЦИА доживљава неуспех.
- Почиње Алијанса за напредак помоћ Латинској Америци од САД.
- Совјети су саградили Берлински зид да би зауставили људе који су покушали да пребегну из Источне Немачке.
- Анголски националисти, укључујући и комунисте, започињу побуну против португалске владавине.

### 1962
- Међународним споразумом је успостављена је неутралност Лаоса, али је Северни Вијетнам одбио да повуче своје особље.
- Кубанска ракетна криза: Совјети су инсталирали базе, укључујући и нуклеарно оружје, на Куби. Кенеди је наредио карантин острва што је изазвало повећање кризе, али су Совјети попустили и сложили су се да повуку своје ракете са Кубе у замену за повлачење сличних америчких ракета из Турске и гарнцију да неће напасти Кастрову власт.
- Крај Хималајског рата. Кина је окупирала мали појас индијске територије. Рат је утицао на Индију, једног од вођа Покрета несврстаних, да се сврста уз Совјете у деценији.

### 1963
- Линдон Џонсон постаје председник САД након убиства Кенедија.

### 1964
- Инцидент у Тонкиншком заливу: америчке разараче су наводно напала два северновијетнамска патролна чамца, али је накднадни напад контроверзан и несигуран. Бомбардовања Северног Вијетнама у знак одмазде су почела.
- Почела побуна против португалске власти у Мозамбику.
- Хрушчова су са места вође Совјетског Савеза сменили ривали у Комунистичкој партији и ставили га у кућни притвор. Леонид Брежњев га је наследио.
- Кина је испробала своју прву атомску бомбу.

### 1965
- Други Индијско-пакистански рат.
- Америчке снаге су напале Доминиканску Републику да би спречили комунистички преврат сличан ономе на Куби.
- Почели су амерички војни напори да се одбрани Јужни Вијетнам. Северни Вијетнам је такође послао своје снаге у рат. САД почеле бомбардовање Северног Вијетнама.
- Битка за Ја Дранг – први окршај између америчких војника и регуларних вијетнамских снага.

### 1966
- Француска се повукла из командне структуре НАТО.

### 1967
- Израел, подржан од стране Америке, устаљује нападе против арапских суседа које је подржавао СССР. За 6 дана Израел стиче победу, окупиравши Западну обалу, Синај и Голанску висораван.

### 1968
- Пет офанзива у Јужном Вијетнаму резултује војним поразом комуниста, али и психолошком победом над Американцима. Џонсон суспендује бомбардовање Северног Вијетнама.
- Прашко пролеће; реформе у комунистичкој Чехословачкој иазивају да Варшавски пакт интервенише да би их спречио.
- Убијен Роберт Кенеди.
- Убијен Мартин Лутер Кинг.

### 1969
- Ричард Никсон постаје председник САД.
- САД почиње бомбардовање комунистичких уточишта у Камбоџи.
- Почиње ”Вијетнамизација” уз повлачење америчких војника из Вијетнама и пребацивањем терета одбране на Јужни Вијетнам.
- Моамер ел Гадафи збацује либијску монархију и протерује америчко и британско особље. Либија се сврстава уз Совјетски Савез.
- Гранични сукоби између Совјетског Савеза и Кине.

## 1970е

### 1970
- Лон Нол преузима власт у Камбоџи. Конунистички Црвени Кмери почињу да нападају нови режим, који је желео да оконча страно присуство у Камбоџи.
- Америка врши кратак упад у Камбоџу да би уништила комунистичка упоришта. Почињу бомбардовања као подршка Лон Нолу.

### 1971
- Јужновијетнамске снаге улазе у Лаос да накратко пресеку Хо Ши Минов пут.
- Трећи Индијско-пакистански рат. Бангладеш постаје независтан од Пакистана.

### 1972
- Северни Вијетнам напада Јужни Вијетнам, али је одбијен уз велику америчку ваздушну помоћ.
- САЛТ 1 споразум означава детант између САД и СССР.

Самит серија: серија од осам хокејашких утакмица између Совјета и Канаде. У последњој утакмици, Канађанин Пол Хендерсон је постигао гол који је донео победу Канади.

### 1973
- Париски мировни споразум означава крај америчког мешања у Вијетнамски рат. Конгрес је прекинуо фондове за бомбардовање Индокине.
- Јом Кипурски рат: Израел су напали Египат и Сирија, који су поражени уз велике губитке на свим странама.
- Египат прелази у амерички блок.

### 1974
- Марксисти су збацили прозападну монархију у Етиопији.

Џералд Форд је постао председник САД након оставке Никсона.

### 1975
- Северни Вијетнам је напао Јужни Вијетнам. Јужни Вијетнам се предао. Патет Лао преузима власт у Лаосу. Маоистички Црвени Кмери преузимају власту Камбоџи и започињу геноцид.
- Мајагески инцидент: Црвени Кмери су заузели амерички брод изазивајући америчку интервенцију да ослободе њега и посаду. На крају, посада је пуштена из заробљеништва.
- Португал се повукао из Анголе и Мозамбика, где су успостављене марксиситичке владе, потоња уз помоћ кубанских војника. Грађански рат је избио у обе земље који је укључивао Анголу, Мозамбик, Јужноафричку Републику у кубу уз суперсиле које су подржавале њихове дотичне идеологије.

### 1976
- Америчко војно особље се повукло из Тајланда.
- СЕАТО је распуштен након неуспеха да спречи ширење комунизма у источној Азији.
- Почео је Огаденски рат када је Сомалија напала Етиопију.

### 1977
- Џими Картер је постао председник САД.

### 1978
- Огаденски рат је завршен сомалијским поразом.

### 1979
- 18. јун САЛТ 2 споразум су потписали Леонид Брежњев и Џими Картер.
- Вијетнам је заузео Камбоџу и почео је да се бори против герилског отпора.
- Кинеско-вијетнамски рат: Кина је започела казнени напад на Вијетнам да би га казнио због инвазије Камбоџе.
- Иранска револуција збацује прозападног шаха и успоставља теократију. ЦЕНТО пакт се рапушта.
- Сандинистички побуњеници збацују Сомозину диктатуру у Никрагви. Контра, контрареволуционарна побуна, почиње.
- Рат избија у Салвадору између комунистичких побуњеника и владе.
- Џими Картер потписује прву директиву за тајну помоћ противницима просовјетске владе у Кабулу.
- СССР напада Авганистан да би сачувао тамошњи режим, означавајући крај детанта.

## 1980е

### 1980
- Амерички мушки хокејашки тим побеђује совјетски тим на зимским олипијским играма.
- САД бојкотују летње олимпијске игре 1980. у Москви.

### 1981
- Роналд Реган постаје председник САД.
- САД почињу да подржавају антисандинистичку Контру.
- Инцидент у заливу Сидра: Либијски авиони су напали америчке авионе у заливу Сидра који је Либија припојила. Два либијска авиона су оборена, није било америчких жртава.
- Побуна Солидарности у Пољској.

### 1982
- Шпанија приступа у НАТО.
- Израел напада Либан да би окончао нападе и сукобио се са сиријским трупама које су биле тамо.

### 1983
- Америчке снаге напале Гренаду да би спречиле изградњу аеродрома који су финансирали Совјети.

### 1984
- Маргарет Тачер и британска Влада развијају план којим би се отворили нови канали за дијалог са кандидатима за совјетско руководство, срећући се и повезујући се са Михаилом Горбачовом.
- Совјетски Савез бојкотује Олимпијске игре 1984. у Лос Анђелесу.

### 1985
- Михаил Горбачов постаје вођа Совјетског Савеза.

### 1986
- Операција Кањон Ел Дорадо: Амерички авиони бомбардују Либију као одговор на либијско подржавање тероризма.
- скандал Иран-Контра: Реганова администрација је продавала оружје Ирану да би ослободио таоце и пребацивала профит Контра побуњеницима.

### 1987
- Почела битка код Куито Канавале.

### 1988
- СССР се почео повлачити из Авганистана.
- Јужноафричка Република се повукла из Намибије.

### 1989
- Џорџ Х. В. Буш постаје председник САД.
- Револуције у источној Европи. Совјетске реформе и банкротство њихове државе је дозволило источној Европи да се побуни против комунистичких влади. Берлински зид је срушен.
- Совјетске трупе су се повукле из Авганистана.
- Протесте на тргу Тјенамен је угушила кинеска влада.
- Вијетнамске трупе су се повукле из Камбоџе.
- Демократија је поново успостављена у Чилеу.

## 1990е

### 1990
- Сандинистичка влада у Никарагви је збачена на изборима.
- Немачка је поново уједињена.

### 1991
- Совјетске републике проглашавају независност. Совјетски Савез се распушта. Хладни рат је готов.